# Comatised
 (juillet 2017).
Si vous disposez d'ouvrages ou d'articles de référence ou si vous connaissez des sites web de qualité traitant du thème abordé ici, merci de compléter l'article en donnant les références utiles à sa vérifiabilité et en les liant à la section « Notes et références ».
Albums de Leona Naess
I Tried to Rock You But You Only Roll
(2001)
Singles
1. Charm Attack
Sortie : 2000

Comatised est le premier album de la chanteuse et parolière de rock alternatif et pop britannique Leona Naess, sorti en mars 2000 sous le label MCA Records.
Les morceaux Charm Attack et Lazy Days sont respectivement utilisés dans le film américain Dangereuse Séduction (David Raynr, 2000) et la série télévisée américaine Newport Beach.
Le single Charm Attack atteint la 29e place du Billboard Adult Top 40 (en).

## Liste des titres
Toutes les chansons sont écrites et composées par Leona Naess, sauf annotation.
| 1.    | Lazy Days                               | 5:12  |
| 2.    | Charm Attack                            | 4:25  |
| 3.    | Chase                                   | 3:19  |
| 4.    | Lonely Boy                              | 6:04  |
| 5.    | Anything                                | 4:06  |
| 6.    | Chosen Family                           | 3:47  |
| 7.    | Comatised                               | 3:57  |
| 8.    | All I Want                              | 3:44  |
| 9.    | Northern Star                           | 4:02  |
| 10.   | Earthquake                              | 4:14  |
| 11.   | New York Baby                           | 4:46  |
| 12.   | Paper Thin (Leona Naess, Jason Darling) | 10:47 |
| 58:23 |                                         |       |

| 13. | The Moon And I |  |

## Crédits
| - Leona Naess : chant, guitare, piano - Mark Saunders, Jerry Meehan, Joe Quigley, Paul Kimble : basse - Adrian Harpum, Ged Lynch, Josh Freese : batterie - Jason Darling : guitare - Dave Russo : claviers - Jim Hunt : flûte - Howard Gott, Ruth Gottlieb : violons - Sophie Sirota : alto - Sarah Wilson : violoncelle - Felix Howard : contrebasse | - Production, ingénierie, programmation : Scott Litt - Production, ingénierie : Tommy D. - Production (additionnel) : Mark Saunders - Ingénierie : Joe Gibb assisté de Lee Butler - Arrangements (cordes) : Jason Hazeley - Mastering : Paul Angoli, Ted Jensen - Mixage : Joe Gibb, Michael H. Brauer, Roland Harrington, Scott Litt, Tom Lord-Alge, Tommy D. - Mixage (assistant) : Greg Burns - Management : Danny Heaps - A&R : Mark Williams - Photographie : Chris Floyd, Jack Pierson - Photographie (additionnel) : David Melin |